# ایران در مسابقات جهانی دو و میدانی ۲۰۰۹
ایران در مسابقات جهانی دو و میدانی ۲۰۰۹ که در تاریخ ۲۳–۱۵ اوت در برلین برگزار شد، شرکت کرد.

## اعضای تیم
| رویداد     | ورزشکار    | ورزشکار |
| رویداد     | مردان      | زنان    |
| ---------- | ---------- | ------- |
| دو ۸۰۰ متر | سجاد مرادی |         |

| رویداد     | ورزشکار | ورزشکار   |
| رویداد     | مردان   | زنان      |
| ---------- | ------- | --------- |
| پرتاب وزنه |         | لیلا رجبی |

### انصراف دهندگان
(شرکت نکردند)
- احسان حدادی
- محمود صمیمی
- محمد صمیمی

## نتایج

### مردان
رویدادهای دو و جاده
| رویداد  | ورزشکار    | گروهی مرحله اول | گروهی مرحله اول | گروهی مرحله دوم | گروهی مرحله دوم | نیمه‌نهایی | نیمه‌نهایی | نهایی     | نهایی     |
| رویداد  | ورزشکار    | نتیجه           | رتبه            | نتیجه           | رتبه            | نتیجه     | رتبه      | نتیجه     | رتبه      |
| ------- | ---------- | --------------- | --------------- | --------------- | --------------- | --------- | --------- | --------- | --------- |
| ۸۰۰ متر | سجاد مرادی | ۱:۴۷٫۶۸         | ۲۳              |                 |                 | صعود نکرد | صعود نکرد | صعود نکرد | صعود نکرد |

### زنان
رویدادهای میدانی و ترکیبی
| رویداد     | ورزشکار   | انتخابی | انتخابی | نهایی     | نهایی     |
| رویداد     | ورزشکار   | نتیجه   | رتبه    | نتیجه     | رتبه      |
| ---------- | --------- | ------- | ------- | --------- | --------- |
| پرتاب وزنه | لیلا رجبی | ۱۶٫۶۰   | ۲۵      | صعود نکرد | صعود نکرد |